# Fundación
Fundación è un comune della Colombia facente parte del dipartimento di Magdalena.
Il centro abitato venne fondato da Manuel Faustino Mojica nel 1945, mentre l'istituzione del comune è del 30 novembre 1988.